# Pre-produzione
La pre-produzione è la fase in cui si prepara la realizzazione di un film, di uno spettacolo teatrale, di un concerto o comunque di un'opera di ingegno, prima che entri nella sua fase esecutiva.
Nel caso di una produzione cinematografica, si entra in fase di pre-produzione a seguito dello "sviluppo del progetto", il quale consiste nel reperimento dei fondi necessari, nella scrittura della sceneggiatura e nell'individuazione delle "figure chiave", ossia gli attori principali, il regista e il direttore della fotografia. Quando i finanziatori decidono che si possa procedere, si dà inizio alla pre-produzione, la quale durerà fino all'inizio delle riprese (fino cioè all'inizio della lavorazione).

## Fasi della pre-produzione
Vediamo nel dettaglio in cosa consiste la pre-produzione ed alcune delle decisioni prese in questa fase:
- individuare nella sceneggiatura le singole scene, numerandole, e stabilendo gli elementi di cui si avrà bisogno: particolari attrezzature per realizzare i movimenti di macchina, effetti speciali da inserire in determinati punti, i costumi e gli oggetti da utilizzare nelle varie scene, ecc; in altre parole, si inizia a pianificare gli acquisti e i noleggi del materiale necessario;
- stabilire il preventivo di spesa del film (budget) in maniera dettagliata, assegnando i fondi necessari ai singoli reparti;
- effettuare il casting, assegnando i ruoli e trovando comparse e controfigure;
- programmare la lavorazione e le date da rispettare (la cosiddetta "tabella di marcia"); è una fase tutt'altro che semplice, in quanto le date devono essere compatibili con l'agenda degli attori principali ed anche con gli impegni dei principali elementi del cast tecnico (bisogna in pratica trovare un compromesso); c'è poi la necessità di rispettare quanto scritto nella sceneggiatura: ad esempio, se sono previste scene "invernali" potrebbe non convenire girare in piena estate utilizzando neve artificiale;
- scegliere le location ed effettuare i necessari sopralluoghi per verificarne l'agibilità; si può già procedere in questa fase ad individuare i punti in cui piazzare la macchina da presa: in base a ciò che entrerà nelle inquadrature, lo scenografo inizierà a programmare i lavori per sistemare la location; ad esempio, se il film è ambientato in un determinato periodo storico, si può già prevedere di togliere le antenne dai tetti delle case e le insegne luminose.
- effettuare le prove con gli attori, leggendo la sceneggiatura e preparando eventuali coreografie o scene particolari (come duelli e scene d'azione); in questa fase (o in vista delle prove), gli attori provvedono spesso a documentarsi sul personaggio da interpretare, prendendo lezioni su argomenti specifici (ad esempio, scherma, ballo, una lingua straniera, un particolare dialetto), e preparandosi fisicamente (ad esempio, ingrassando, facendo palestra, facendo crescere la barba);
- disegnare lo storyboard;
- controllare la sceneggiatura con l'aiuto di un dialoghista e col contributo degli attori (si cerca in pratica di migliorare i dialoghi); la sceneggiatura può subire molte modifiche in pre-produzione, in quanto le scelte sulle location, la preparazione dello storyboard, le prove con gli attori, possono portare a rivedere pesantemente la struttura delle singole scene;
- siglare i contratti con le aziende fornitrici e con quelle che si dovranno occupare della post-produzione;
- acquistare i diritti per l'utilizzo delle canzoni della colonna sonora; questa operazione, così come la composizione di brani nuovi, può avvenire anche in seguito, ma non è raro che il regista usi sul set le musiche della colonna sonora per esigenze di ripresa (o semplicemente perché è previsto dalla sceneggiatura che un attore canti una determinata canzone);
- costruire il set, solitamente affidando i progetti ad un disegnatore specializzato, con la supervisione dello scenografo e l'aiuto di vari attrezzisti, carpentieri, falegnami, saldatori, pittori, tecnici specializzati nella creazione di pannelli e oggetti in plastica, in vetroresina e in polistirolo; durante la progettazione del set si usano spesso dei modellini in scala o gli stessi software usati in architettura.